# Maropitant
Maropitantul este un medicament antiemetic de tip antagonist NK1, fiind aprobat de FDA pentru tratamentul răului de mișcare la câini și pisici.